# Thue Christiansen
Nikolaj Thue Søren Hans Christiansen (* 25. Februar 1940 in Maamorilik; † 26. Juni 2022 in Hals, Dänemark) war ein grönländischer Künstler, Politiker (Siumut), Lehrer, Redakteur und Übersetzer.

## Leben

### Familie und frühe Jahre
Thue Christiansen war eines von elf Kindern des Telegrafisten Hans Peter Sivert Kristian Kristiansen (1913–1967) und dessen Frau Marie Ane Sofie Kathrine Lynge (1914–2003). Über seine Mutter war er ein Cousin des Politikers Steffen Ulrich-Lynge (* 1956). Er selbst heiratete am 26. Dezember 1965 die dänische Krankenschwester Katrin Sólrun Jensen (* 1942), Tochter von Jens Martin Jensen († 1972) und Nikoline Rubeksen († 2001).
Er wurde in der Bergbausiedlung Maamorilik geboren, zog aber 1943 nach Maniitsoq, wo er bis 1954 zur Schule ging. 1959 schloss er die Realschule in Nuuk ab und besuchte anschließend ein Jahr die Hochschule in Støvring und anschließend das Lehrerseminar in Haderslev, das er 1964 abschloss. Von 1964 bis 1967 arbeitete er als Lehrer in Vojens und kehrte dann zurück nach Grönland, wo er bis 1970 in Maniitsoq tätig war. Von 1970 bis 1973 war er Vizeschulinspektor in Qasigiannguit, war dann ein Jahr an Danmarks Lærerhøjskole und wirkte von 1974 bis 1977 in Kangaamiut. Anschließend war er zwei Jahre Vizeschulinspektor in Maniitsoq.

### Politikkarriere
Von 1971 bis 1973 war Christiansen Vizevorsitzender des Gemeinderats der Gemeinde Qasigiannguit. Bei der Landesratswahl 1971 kandidierte er als Zweiter Stellvertreter von Niels Svendsen im Wahlkreis 10 (Bugten). Bei der Folketingswahl 1973 und 1975 trat er als Erster Stellvertreter von Lars-Emil Johansen an, der gewählt wurde. Bei der Landesratswahl 1975 kandidierte er selbst für einen Sitz in Grønlands Landsråd, musste sich im Wahlkreis 6 (Maniitsoq) aber Niels Carlo Heilmann geschlagen geben. Bei der Folketingswahl 1977 kandidierte Thue Christiansen selbst für einen Sitz im Folketing, unterlag aber Lars-Emil Johansen. 1977 war Thue Christiansen Gründungsmitglied der Siumut und saß bis 1981 im Parteivorstand.
Er kandidierte bei der ersten Parlamentswahl 1979 und wurde ins Inatsisartut gewählt. Anschließend wurde er zum Kulturminister im Kabinett Motzfeldt I ernannt.
Bei der Wahl 1983 trat er nicht mehr an. Stattdessen wurde er am Informationsbüro der Regierung (Tusarliivik) angestellt und 1986 zum Kunstberater der Regierung ernannt. Von 1989 bis 1990 war er kommissarisch Vizedirektor des Kulturdirektorats und anschließend fünf Jahre Kunstberater. 1995 wurde er Bürochef. Von 1998 bis 2008 war er Kunsthandwerksentwicklungsberater.

### Künstlerische Karriere
Thue Christiansen war Redakteur der grönländischen Lokalzeitungen Qaqqarsuaq, Nipe, Maniitsup Aviisia und Kangaamiormioq. Hauptsächlich bekannt wurde er jedoch als Künstler. 1984 gewann er den Wettbewerb um die grönländische Flagge, sodass sein Entwurf heute die Fahne des Landes bildet. Darüber hinaus fertigte er hauptsächlich Reliefs und Aquarelle an, war aber auch Illustrator und Karikaturist. Außerdem entwarf er zahlreiche Briefmarken und Firmenlogos, darunter das von KNI. Seine Werke wurden in Grönland, Dänemark, den Niederlanden und Kanada ausgestellt. Er übersetzte außerdem John Steinbecks Roman Tortilla Flat vom Dänischen ins Grönländische.
Er erhielt am 21. Juni 1991 den Nersornaat in Gold. Zudem war er Ritter des Dannebrogordens. 2002 wurde er mit dem grönländischen Kulturpreis ausgezeichnet.
Thue Christiansen starb am 26. Juni 2022 im Alter von 82 Jahren nach langer Krankheit in seinem Zuhause in Dänemark und wurde am 13. August in Nuuk bestattet.